# Lümanda
Lümanda (in tedesco Lümmanda) è un ex comune dell'Estonia situato nella contea di Saaremaa, nell'Estonia occidentale; classificato come comune rurale, il centro amministrativo era l'omonima località (in estone küla).
Nel 2013 è confluito, insieme a Kaarma e a Kärla, nel nuovo comune di Lääne-Saare a sua volta fuso, nel 2017, insieme agli altri comuni dell'isola nel nuovo comune di Saaremaa.

## Località
Oltre al capoluogo, il centro abitato comprende altre 24 località:
Atla - Austla - Eeriksaare - Himmiste - Jõgela - Karala - Kärdu - Kipi - Koimla - Koki - Koovi - Kotlandi - Kulli - Kuusnõmme - Leedri - Lümanda - Metsapere - Mõisaküla - Põlluküla - Riksu - Taritu - Vahva - Vana-Lahetaguse - Varpe - Viidu